# 埃布罗河畔里瓦罗哈
埃布羅河畔里瓦罗哈（西班牙語：Ribarroja de Ebro）是西班牙加泰罗尼亚塔拉戈纳省的一个市镇。总面积100平方公里，总人口1310人（2001年），人口密度13人/平方公里。